# Psilopa rutilans
Psilopa rutilans är en tvåvingeart som beskrevs av Canzoneri och Giuseppe Giovanni Antonio Meneghini 1972. Psilopa rutilans ingår i släktet Psilopa och familjen vattenflugor.
Artens utbredningsområde är Italien. Inga underarter finns listade i Catalogue of Life.